# Barnack
Barnack är en ort och civil parish i Storbritannien.   Den ligger i enhetskommunen City of Peterborough i det historiska grevskapet Cambridgeshire i riksdelen England, i den sydöstra delen av landet, 130 km norr om huvudstaden London. Barnack ligger 34 meter över havet och antalet invånare är 931.
Terrängen runt Barnack är platt. Runt Barnack är det tätbefolkat, med 319 invånare per kvadratkilometer. Närmaste större samhälle är Peterborough, 12,6 km sydost om Barnack. Trakten runt Barnack består till största delen av jordbruksmark.